# Cryptotis magna
Cryptotis magna es una especie de musaraña de la familia soricidae.

## Distribución geográfica
Es endémica de México.